# Metoda płaszczyzny fazowej
Metoda płaszczyzny fazowej – topologiczna metoda badania układów dynamicznych II rzędu, w tym także mechanicznych układów o jednym stopniu swobody. Polega ona na poszukiwaniu rozwiązania dynamicznego równania ruchu nie jako funkcji czasu, lecz w postaci zależności między prędkością a przemieszczeniem. Metoda płaszczyzny fazowej pozwala określić podstawowe właściwości ruchu bez potrzeby rozwiązywania wyjściowych równań ruchu w dziedzinie czasu. Najwygodniej jest ją stosować, gdy dysponuje się maszyną analogową z ploterem lub oscyloskopem.
Układ wyrażony jest za pomocą równań:
{\displaystyle F({\ddot {x}},{\dot {x}},x)=0}
{\displaystyle {\ddot {x}}=P({\dot {x}},x)}
Stosując przekształcenie:
{\displaystyle {\ddot {x}}={\frac {d^{2}x}{dt^{2}}}={\frac {d{\dot {x}}}{dt}}={\frac {d{\dot {x}}}{dx}}{\frac {dx}{dt}}={\frac {d{\dot {x}}}{dx}}{\dot {x}},}
następuje redukcja równania drugiego rzędu do równania pierwszego rzędu:
{\displaystyle {\frac {d{\dot {x}}}{dx}}{\dot {x}}=P({\dot {x}},x).}
Rozwiązując powyższe równanie dla wybranych warunków początkowych, możliwe jest wyznaczenie zależności pomiędzy przemieszczeniem a prędkością (trajektorii fazowej) oraz nakreślenie jej w płaszczyźnie fazowej {\displaystyle (x,{\dot {x}}).}